# MTV Sem Vergonha
MTV Sem Vergonha foi um programa de televisão da MTV Brasil apresentado por Didi Effe e Titi Müller. O programa é um talk show que toda semana recebe um convidado para falar de sexo e participar de games. Estreou em 19 de março de 2012.
Em sua primeira temporada, o programa era exibido de segunda-feira e reprisado segunda-feira e sexta-feira. Com a mudanças na grade da MTV Brasil em 2013, o programa virou diário, exibido nas noites de segunda a sexta-feira, e um dia da semana os VJs recebiam a participação de um convidado especial. O telespectador participava do programa mandando fotos, e votando em um ranking no site do programa com os mais pegáveis e os menos pegáveis. Toda semana o ranking dos mais pegáveis era mostrado no estúdio.

## Quadros
- Boquinha da Garrafa — Decidido em roleta virtual quem faz pergunta para quem. A cada pergunta não respondida, o convidado vai ter que colocar um adereço: o 'Colar da Castidade', a 'Coroa dos Inibidos' e a 'Capa do Santo do Pau Oco'. Se ele responder tudo leva para casa o 'Troféu Sem Vergonha'.
- Classificados Fetichistas — O telespectador conta tudo o que ele sonha em fazer entre quatro paredes.
- Pego Sim/Pego Não — O convidado vai ter de dizer quais personalidades ele toparia ter alguma relação.
- Tarô Tarado — O convidado sorteia uma carta entre os 12 arcanjos maiores da sacanagem para responder se concorda com a descrição.
- Teta a Teta no Banheiro — O convidado é levado ao banheiro da intimidade para responder de bate e pronto as perguntas.

## Convidados
| Convidado              | Notas                                    |
| ---------------------- | ---------------------------------------- |
| Rodrigo Tavares        | ex-baixista da banda Fresno              |
| Leticia Wiermann       | filha do jornalista José Luiz Datena     |
| Bruno Sutter/Detonator | VJ                                       |
| Mi                     | vocalista da banda Gloria.               |
| Clarah Averbuck        | escritora                                |
| Luiza Possi            | cantora e compositora brasileira         |
| Rita Cadillac          | ex-chacrete                              |
| Martin Mendonça        | do projeto paralelo Agridoce             |
| Xico Sá                | escritor e jornalista                    |
| Elektra                | vocalista do Fake Number                 |
| Candy Mel              | vocalista da Banda Uó                    |
| Karol Conká            | rapper, cantora e compositora brasileira |
| Nicolas Christ         | baterista do Forfun                      |
| Sophia Reis            | apresentadora                            |
| Erasmo Carlos          | cantor                                   |
| Alexandre Frota        | ator                                     |
| Carol Teixeira         | colunista                                |
| Ricardo Di Roberto     | baterista                                |
| Rafinha Bastos         | humorista                                |
| Vampeta                | ex-futebolista brasileiro                |
| Pedro Scooby           | surfista                                 |